# Eripol
Eripol ist ein spanischer Ort im Pyrenäenvorland in der Provinz Huesca der Autonomen Gemeinschaft Aragonien. Der Ort gehört zur Gemeinde Bárcabo. Eripol hatte im Jahr 2015 14 Einwohner. 

## Sehenswürdigkeiten
- Kirche Santa Eulalia, erbaut 1559/60 (Bien de Interés Cultural)

## Weblinks

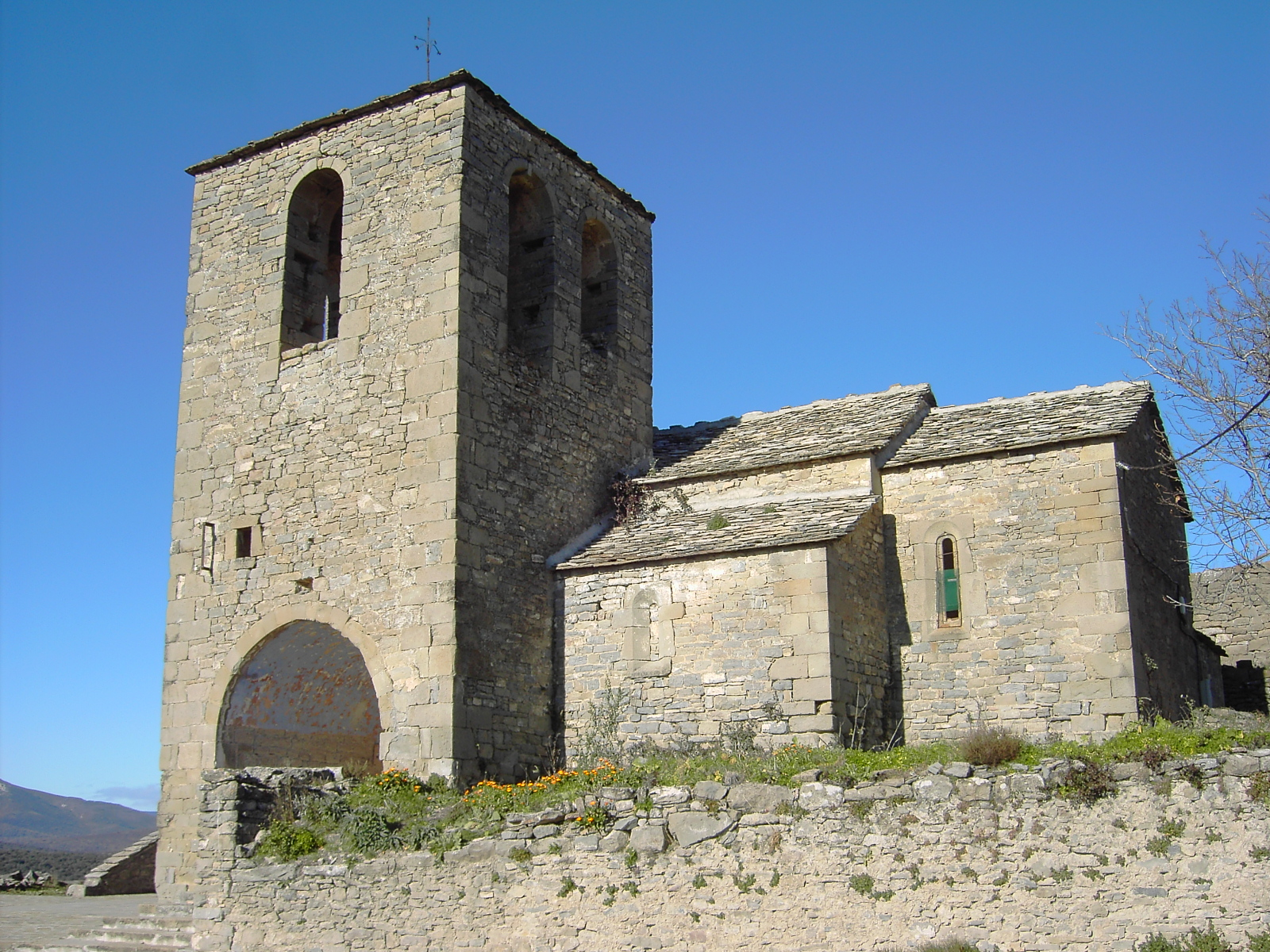
Kirche Santa Eulalia